# Viktors Arājs
Viktors Arājs (nacido el 13 de enero del 1910 en Baldone, Letonia, muerto el 13 de enero de 1988 en Kassel, Alemania) fue un miliciano letón, entrenado por la SD alemana, llegando a ser nombrado Sturmbannführer de la SS en 1943.
Durante la Segunda Guerra Mundial Arājs dirigió el famoso Sonderkommando Arājs, que actuaba en colaboración con Einsatzgruppe A alemana y la Schupo, mandando a la muerte a miles de judíos de Letonia. Arājs desempeñó un papel importante en la masacre de Liepāja, a mediados de diciembre de 1941. El Sonderkommando Arājs asesinó a cerca de la mitad de los judíos Letones
En 1979, Arājs fue condenado a cadena perpetua por crímenes de guerra y crímenes contra la humanidad en particular, por las masacres de Rumbula y del Gueto de Riga.